# Emil Walenty Pływaczewski
Emil Walenty Pływaczewski (ur. 11 grudnia 1951 w Jezioranach) – polski prawnik, kryminolog, profesor nauk prawnych, doktor honoris causa Uniwersytetu Warmińsko-Mazurskiego w Olsztynie. Specjalizuje się w zagadnieniach prawa karnego i kryminologii, w tym kryminologii porównawczej/międzynarodowej. Inicjator i twórca kilkupokoleniowej Białostockiej Szkoły Kryminologii i Międzynarodowego Centrum Badań i Ekspertyz Kryminologicznych. Był stypendystą renomowanych fundacji: Alexander von Humboldt-Stiftung (na Uniwersytetach w Kolonii, Würzburgu, Münster, Berlinie, Trewirze i Giessen), Schweizerischer Nationalfonds zur Förderung der wissenschaftlicher Forschung (na Uniwersytecie w Bernie) oraz Hermann und Marianne Staniack - Foundation (na Uniwersytecie w Bazylei). Zainteresowania badawcze koncentrował między innymi na kryminologicznych i prawnych aspektach przestępstw skierowanych przeciwko działalności instytucji państwowych i społecznych, polityce kryminalnej, przestępczości ekonomicznej, ze szczególnym uwzględnieniem przestępstw przeciwko mieniu, szeroko rozumianej problematyce przestępczości zorganizowanej, problematyce bezpieczeństwa wewnętrznego, przestępczości cudzoziemców, krajowych i międzynarodowych aspektach prania brudnych pieniędzy i korupcji, prawach człowieka i zrównoważonym rozwoju, przestępczości i jej kontroli w Japonii oraz na zagadnieniach związanych ze współczesnym terroryzmem. Jest autorem pierwszych w Polsce monografii na temat przestępczości zorganizowanej i prania brudnych pieniędzy. Autor ponad 440 publikacji publikacji krajowych, w tym 35 książek (jako autor, współautor, lub/i redaktor naukowy) oraz  96 opracowań zagranicznych, które ukazały się w prestiżowych wydawnictwach i periodykach naukowych m.in. w Austrii, Holandii, Niemczech, Chinach, Japonii, Grecji, USA, RPA, Szwajcarii i Wielkiej Brytanii.

## Życiorys

### Wykształcenie i działalność naukowa
Absolwent  Liceum Pedagogicznego nr 4 w Lidzbarku Warmińskim (1970). 
W 1974 ukończył studia prawnicze na Uniwersytecie Mikołaja Kopernika w Toruniu. Doktorat uzyskał w 1979. Doktor habilitowany nauk prawnych od 1986, docent od 1987, profesor nadzwyczajny od 1991, profesor tytularny – 1995, profesor zwyczajny – 1998, doktor honoris causa – 2018. W latach 1987–1990 był prodziekanem Wydziału Prawa i Administracji UMK. W latach 1996–1999 prodziekan Wydziału Prawa UW i UwB; od 2002 do 2008 roku pełnił funkcję prodziekana ds. nauki Wydziału Prawa UwB. Był członkiem Senatu UW i UwB (1996–1999) oraz wiceprzewodniczącym Senackiej Komisji Statutowej UwB (1997–1999) oraz członkiem Komisji Senackiej ds. Rozwoju Uniwersytetu i Stypendiów Naukowych UwB. Kierował studiami doktoranckimi od 1996 do 2002 roku. W latach 2012–2019 pełnił funkcję dziekana Wydziału Prawa Uniwersytetu w Białymstoku. Od 1991 do 2022 był zatrudniony w Wyższej Szkole Policji w Szczytnie na stanowisku profesora zwyczajnego.
W latach 1994–2002 był kierownikiem Zakładu Kryminologii i Problematyki Przestępczości Zorganizowanej. Od 2002 roku kierował Katedrą Prawa Karnego i Zakładem Prawa Karnego i Kryminologii. Od 2002 do 2008 roku był członkiem Komisji Senackiej ds. Rozwoju Uniwersytetu i Stypendiów Naukowych. W latach 2007–2012 był przewodniczącym Senackiej Komisji Oceniającej Nauczycieli Akademickich z Tytułem Naukowym Profesora oraz Dziekanów. Od 2008 roku był członkiem Kapituły Medalu Uniwersytetu w Białymstoku, a od roku 2012 członkiem Senackiej Komisji Finansowo-Budżetowej. 
Od 2022 jest emerytowanym profesorem Uniwersytetu w Białymstoku.
Wypromował kilkuset magistrów. Pod jego kierunkiem stopień naukowy doktora uzyskało 28 osób, w tym obecni profesorowie tytularni Ewa Monika Guzik-Makaruk i Katarzyna Laskowska oraz trzech samodzielnych pracowników naukowych: Wojciech Filipkowski (prof. UwB), Izabela Nowicka (Prorektor ds. Nauki w Akademii Wojsk Lądowych we Wrocławiu i profesor tej Akademii oraz Anna Świerczewska-Gąsiorowska (prof. WSPiA ) – Prodziekan Kolegium Bezpieczeństwa Wewnętrznego i Kryminologii WSPiA Rzeszowskiej Szkoły Wyższej). 
Z okazji 70-lecia urodzin uhonorowany dwiema  księgami jubileuszowymi – „krajową” i „ „międzynarodową”, pod redakcją naukową  swoich Wychowanków. Druga z wymienionych Ksiąg jest  ewenementem w dotychczasowej historii tej kategorii opracowań. Z uwagi na szerokie kontakty międzynarodowe Jubilata zawiera bowiem opracowania blisko 50 autorów reprezentujących nauki kryminologiczne ze wszystkich kontynentów oraz nazwiska kolejnych ponad 60 zagranicznych kryminologów i karnistów, których nazwiska zostały zamieszczone w Tabula gratulatoria.
Był promotorem doktoratu honoris causa prof. dr. Keiichi Yamanaka z Uniwersytetu Kansai w Osace (wręczonego 9 listopada 2007 na Uniwersytecie w Białymstoku), prof. dr hab. Brunona Hołysta (wręczonego 9 kwietnia 2011) oraz prof. dr. Leszka Borysiewicza - byłego Rektora University of Cambridge (wręczonego 26 lutego 2018).
Był recenzentem w ponad 30 przewodach doktorskich oraz kilkudziesięciu postępowaniach habilitacyjnych, o powołanie na stanowisko profesora nadzwyczajnego i zwyczajnego oraz w ramach procedur o nadanie tytułu profesora.
Jest członkiem International Association of Penal Law (AIDP), Polskiego Towarzystwa Kryminologicznego im. prof. Stanisława Batawii (do 2022 był wiceprezesem Zarządu tego Stowarzyszenia), Polskiego Towarzystwa Naukowego Prawa Karnego, International Society for Criminology (od 2019 jest członkiem Zarządu tego Stowarzyszenia), American Society of Criminology (USA), International Association for the Study of Organized Crime (USA), International Police Executive Symposium (USA). 
W 2010 roku został powołany na członka kapituły Thorsten Sellin & Sheldon and Eleonor Glueck Award - renomowanej międzynarodowej nagrody w dziedzinie kryminologii porównawczej. Dobitnym wyrazem jego wysokiej pozycji w światowej kryminologii jest fakt, iż w roku 2009 był nominowany, a w latach 2012 i 2018 renominowany przez międzynarodowe zespoły profesorów kryminologii - członków Amerykańskiego Stowarzyszenia Kryminologii do najważniejszej na świecie nagrody w dziedzinie kryminologii - The Stockholm Prize in Criminology (zwanej „Noblem kryminologicznym” albo „nowym Noblem”). W 2015 Kapituła (The Jury) Stockholm Prize in Criminology powołała go do grona ekspertów mających prawo indywidualnego nominowania do tej nagrody – „expert nominators”, zaś w 2018 r. został wybrany do międzykontynentalnego gremium członków tej  Kapituły.
W 1989 roku został powołany do składu Komisji do spraw Reformy Prawa Karnego przy Ministrze Sprawiedliwości. Pozostawał w składzie Rady ds. Informacji Finansowej przy Generalnym Inspektorze Informacji Finansowej. Był członkiem Doradczego Zespołu Urzędu Rady Ministrów ds. Współczesnej Przestępczości (1995–1997), prezesem Fundacji Przeciwdziałania Przestępczości Zorganizowanej im. Giovanniego Falcone (1992–1997) oraz ekspertem Podkomisji Parlamentarnej ds. przygotowania ustawy o świadku koronnym (1995–1997). W latach 1999–2002 był wiceprzewodniczącym Komisji Dyscyplinarnej ds. Nauczycieli Akademickich przy Radzie Głównej Szkolnictwa Wyższego. Od 2006 do 2007 roku był zastępcą przewodniczącego Rady Programowej Centralnego Ośrodka Szkolenia Agencji Bezpieczeństwa Wewnętrznego.
W 2017 został powołany na dyrektora Międzynarodowego Centrum Badań i Ekspertyz Kryminologicznych UwB (International Centre of Criminological Research and Expertise) i pełnił tę funkcję do czasu przejścia na emeryturę, tj. do końca roku akademickiego 2021/2022.
W 2017 r. został wybrany na przewodniczącego Rady Naukowej Instytutu Ekspertyz Sądowych im. prof. dra Jana Sehna. W 2021 roku dokonano ponownego wyboru go na tę  funkcję w kolejnej kadencji. W Instytucie tym jest także Kanclerzem Kapituły Nagrody im. dr. Jana Zygmunta Robla ds. konkursu  na  najlepsze  prace magisterskie i doktorskie z zakresu nauk sądowych.
Przyczynił się do ukształtowania nowoczesnej strategii zwalczania przestępczości zorganizowanej i terroryzmu w wymiarze krajowym oraz wypracowania i promocji polskich rozwiązań w zakresie nowych kierunków badań kryminologicznych w wymiarze międzynarodowym. Wiąże się to z jego udziałem w wielu inicjatywach, przedsięwzięciach i projektach ukierunkowanych na ten cel.

### Projekty badawcze
Kierując największymi interdyscyplinarnymi projektami badawczymi dotyczącymi szeroko rozumianego bezpieczeństwa wewnętrznego wniósł istotny wkład do rozwinięcia wiodącej aktualnie na świecie koncepcji zwanej evidence-based criminology, eksponującej praktyczne, interdyscyplinarne podejście do przeciwdziałania i zwalczania przestępczości Było to zwłaszcza efektem realizacji takich projektów, jak:
- „Rozwiązania prawne i organizacyjno-techniczne w zwalczaniu przestępczości zorganizowanej oraz terroryzmu ze szczególnym uwzględnieniem dowodów procesowych oraz instytucji świadka koronnego” (projekt badawczy zamawiany przez amawiany przez Ministerstwo Nauki i Informatyzacji)[21],
- „Monitoring, identyfikacja i przeciwdziałanie zagrożeniom bezpieczeństwa obywateli” (projekt badawczy zamawiany przez MNiSW, zrealizowany w latach 2007-2010, w ramach umowy konsorcjum, przez Uniwersytet w Białymstoku oraz Wojskową Akademię Techniczną w Warszawie z udziałem około 350 uczestników)[22],
- „Nowoczesne technologie dla/w procesie karnym i ich wykorzystanie. Aspekty techniczne, kryminalistyczne, kryminologiczne i prawne”[23] (projekt badawczy rozwojowy na rzecz obronności i bezpieczeństwa państwa finansowany przez NCBiR),
- „Prawne i kryminologiczne aspekty wdrożenia i stosowania nowoczesnych technologii służących ochronie bezpieczeństwa wewnętrznego”[24].

Kierowany przez niego w latach 2003-2006 projekt badawczy zamawiany „Rozwiązania prawne i organizacyjno-techniczne w zwalczaniu przestępczości zorganizowanej oraz terroryzmu  – miał charakter przełomowy, gdyż był pierwszym wspólnym przedsięwzięciem środowisk naukowych oraz organów ścigania i wymiaru sprawiedliwości. W projekcie tym brało udział około 140 uczestników reprezentujących policję, prokuraturę, sądownictwo i naukę prawa karnego, głównym zaś celem prowadzonych badań była poprawa efektywności walki ze zorganizowaną przestępczością oraz rozpoznanie zjawiska terroryzmu w ramach stosowania wszelkich prawnie dopuszczalnych metod. Dzięki wynikom przeprowadzonych badań było m.in. możliwe przygotowanie projektu nowelizacji ustawy o świadku koronnym, uchwalonej w 2006 roku jako stały element polskiego ustawodawstwa karnego.
Polska Platforma Bezpieczeństwa Wewnętrznego
Przez wiele lat współtworzył Polską Platformę Bezpieczeństwa Wewnętrznego (PPBW) – Naukową Sieć Uniwersytecką – unikatową w skali światowej inicjatywę, wysoko ocenioną przez Komisję Europejską, Parlament Europejski i Organizację Narodów Zjednoczonych, ukierunkowaną na stworzenie zintegrowanych narzędzi informatycznych wspomagających wielorakie działania na rzecz bezpieczeństwa publicznego. Zrealizowane w ramach PPBW projekty badawcze dotyczyły wspomagania nowoczesnymi technologiami pracy policji, prokuratury i służb zajmujących się bezpieczeństwem z jednej strony, z drugiej natomiast niektóre ze zgłoszonych propozycji służą wspomaganiu działań związanych z ochroną i przeciwdziałaniem przestępstwom, realizowanym za pomocą nowoczesnych technologii i wszechobecnej sieci Internet. Podnoszą one zatem efektywność działań służb i organów państwowych odpowiedzialnych za bezpieczeństwo obywateli i państwa. Od maja 2005 roku był Koordynatorem Głównym PPBW, w której w ramach kilkunastu dużych projektów bezpośrednio i pośrednio w prace badawcze było zaangażowanych około 1200 osób, w tym wielu wybitnych naukowców, także z zakresu szeroko rozumianych nauk technologicznych, reprezentujących wiodące polskie uczelnie techniczne.
Międzynarodowa prezentacja osiągnięć PPBW była jego udziałem na specjalne zaproszenie Organizatorów 3rd European Security Research Conference, CNIT – Paris La Defense (France), 29–30 września 2008 – głównego forum w zakresie badań nad bezpieczeństwem w Europie, w której wzięło udział 1200 uczestników. W czasie polskiej prezydencji w Unii Europejskiej PPBW była współorganizatorem i Głównym Partnerem Merytorycznym VI European Security Research Conference, która odbyła się w Warszawie w dniach od 19 do 21 września 2011 roku z udziałem 640 gości z kraju i zagranicy. Forum to stanowiło reasumpcję dotychczasowych, pionierskich w skali nie tylko europejskiej, dokonań Polskiej Platformy Bezpieczeństwa Wewnętrznego (PPBW). Szczególnie ważną była międzynarodowa prezentacja dokonań PPBW, będąca udziałem E.W. Pływaczewskiego i W. Filipkowskiego, na forum XII Kongresu ONZ w sprawie Zapobiegania Przestępczości i Sprawiedliwości Karnej w Salwadorze w ramach jednego z głównych obszarów tematycznych Kongresu (Recent developments in the use of science and technology by offenders and by competent authorities in fighting crime, including the case of cybercrime (agenda item 8). Zaprezentowane przez referentów osiągnięcia uzyskały najwyższą ocenę na forum światowym.
Projekty międzynarodowe
Prof. Pływaczewski brał i bierze udział w wielu projektach międzynarodowych. Pośród nich wymieić należy:
- od 1995 roku był uczestnikiem reprezentacji Europy Środkowo-Wschodniej w pierwszym w skali międzynarodowej projekcie badawczym nt. Global challenges of policing democratic societies during the decade of dramatic geeo-political change,  koordynowanym przez International Police Executive Symposium i the School of Sociology of Law at Onati, Spain[32];
- w latach 1998-2000 brał udział – wspólnie z profesorem Wojciechem Cebulakiem – w międzykontynentalnym projekcie badawczym nt. przestępczości i jej kontroli w ujęciu globalnym w krajach rozwiniętych i rozwijających się, zakończonym obszerną publikacją, zawierającą raporty uczestników projektu[33];
- od 2001 roku udział w międzynarodowym projekcie nt. przestępczości zorganizowanej w Azji Centralnej, koordynowanym przez Biuro ds. Kontroli Narkotyków i Zapobiegania Przestępczości ONZ w Wiedniu (w ramach działalności United Nations Centre for International Crime Prevention (OB/CICP),
- - w latach 2001-2002 reprezentował Polskę w międzynarodowym projekcie badawczym nt. korupcji w sektorze prywatnym, pod patronatem The International Chamber of Commerce w Paryżu i Max Planck Institut fuer Auslaendisches und Internationales Strafrecht we Fryburgu[34].
- w latach 2002-2003 był koordynatorem zespołu badawczego projektu Corruption within Criminal Justice System: A comparative study of Poland and South Africa as societies in transition;
- w latach 2002-2003 – wspólnie z Piotrem Walancikiem – funkcjonariuszem Komendy Głównej Policji, reprezentował Polskę w międzynarodowym projekcie dotyczącym reformy Policji w krajach Europy Środkowej i Wschodniej, pod patronatem The Geneva Centre for Democratic Control of the Armed Forces (DCAF)[35];
- w latach 2002-2004, wspólnie z Wojciechem Filipkowskim, brał udział w gronie 36 naukowców z całej Europy, w międzynarodowym projekcie badawczym pt. Organised Crime in the European Union and Beyond, dotyczącym zjawiska przestępczości zorganizowanej oraz sposobów przeciwdziałania temu fenomenowi[36];
- od 2004 roku brał udział w pierwszej na świecie naukowo-badawczej inicjatywie nt. International Criminal Justice Education, pod egidą United Nations Office on Drugs and Crime. Pierwsze efekty badawcze prowadzonych badań zawiera antologia pt. “For The Rule of Law. Criminal Justice Teaching and Training @cross the World’, European Institute on Crime Prevention and Control/HEUNI – Korean Institute of Criminal Justice Policy/KICJP, Helsinki – Seoul 2008, ed. by Kauko Aromaa and Slawomir Redo[37],
- w latach 2003-2006 brał udział, jako kierujący polskim zespołem badawczym, w pierwszym projekcie międzynarodowym na temat omyłek sądowych, zwieńczonym podsumowującą publikacją[38].
- od 2009 roku uczestniczył w charakterze reprezentanta międzynarodowego środowiska akademickiego w projekcie ONZ – UNODC (United Nation Office on Drugs and Crime) nt. The role and governance of civilian private security as an enhancement to crime prevention and community safety, dotyczącym funkcjonowania prywatnego sektora bezpieczeństwa, którego celem jest przygotowanie koncepcji odpowiednich rekomendacji w tym zakresie;
- w latach 2011-2013 brał udział w największym - z dotychczasowych zrealizowanych - międzynarodowym projekcie badawczym na temat community policing, koordynowanym przez kryminologów amerykańskich. Wzięło w nim udział 51 kryminologów reprezentujących 36 krajów ze wszystkich kontynentów[39];
- w latach 2009-2014 był członkiem Komisji Etycznej w międzynarodowym projekcie badawczym  INDECT (ang. Intelligent information system supporting observation, searching and detection for security of citizens in urban environment), mającym na celu wykorzystanie innowacyjnych algorytmów i metod z zakresu informatyki do wykrywania i walki z terroryzmem oraz innymi działaniami przestępczymi. Projekt ten, finansowany przez Unię Europejską,  był realizowany  przez grupę 17 europejskich partnerów pod przewodnictwem Akademii Górniczo-Hutniczej w Krakowie. W skład konsorcjum projektu wchodziło 11 uczelni wyższych, 4 firmy oraz 2 przyszli użytkownicy systemu (policja z Irlandii Północnej oraz z Polski).
- od 2017 r. był członkiem zespołu ekspertów europejskich, w międzykontynentalnym projekcie badawczym  nt. The Belt and Road Initiative  - The One Belt, One Road na City University of Hong Kong[40].

### Konferencje naukowe
Profesor Pływaczewski jest uznanym ekspertem w zakresie problematyki przestępczości zorganizowanej i wiodącym przedstawicielem polskiej kryminologii zapraszanym na najbardziej prestiżowe zagraniczne kongresy i konferencje. Czynnie uczestniczył w ponad 270 międzynarodowych kongresach, konferencjach oraz sympozjach (w tym w 180 zagranicznych). Jest jedynym polskim kryminologiem, który prezentował referaty na wszystkich siedmiu kolejnych Światowych Kongresach Kryminologii (Hamburg – 1988, współautorstwo referatu wygłoszonego przez profesora A. Marka, Budapeszt – 1993, Seul – 1998, Rio de Janeiro – 2003, Filadelfia 2005, Barcelona – 2008, Kobe – 2011, gdzie również kierował sesją, Monterrey – 2014, gdzie wygłosił referat „Development and control of organized crime – new trends in the Central Europe”). W 2005 roku na XIV Światowym Kongresie Kryminologii (Filadelfia, 7–11 sierpnia 2005) Emil Pływaczewski był jedynym – wśród 1200 uczestników z 72 państw – polskim uczestnikiem. Organizatorzy zaprosili go do wygłoszenia referatu nt. aktualnych zagrożeń przestępczością zorganizowaną w „nowej” Unii Europejskiej na dwóch sesjach.
Był członkiem Komitetu Naukowego Międzynarodowej Konferencji nt. strategii Unii Europejskiej i USA w zwalczaniu transgranicznej przestępczości zorganizowanej (Gandawa 2001). W 2004 roku jako jeden z dwóch profesorów prawa z Europy wystąpił w charakterze referenta i kierującego sesją na Forum Pekińskim (Beijing Forum) w prestiżowym gronie kilkuset uczonych z całego świata reprezentujących 14 dyscyplin naukowych (w tym prawo). Jest jedynym przedstawicielem polskiego środowiska naukowego, który brał aktywny udział w kolejnych siedmiu Kongresach ONZ nt. Zapobiegania Przestępczości i Postępowania z Przestępcami (Sprawiedliwości Karnej): Hawana – 1990, Kair – 1995, Wiedeń – 2000, Bangkok – 2005, Salwador (Brazylia) – 2010, Doha -2015 oraz Kioto -2021. Na XI Kongres ONZ (Bangkok, 18–25 kwietnia 2005) został zaproszony w charakterze eksperta indywidualnego do wygłoszenia referatu pt. „Szkolenia w zakresie wymiaru sprawiedliwości karnej i kontrola przestępczości zorganizowanej w Europie Środkowej: doświadczenia z Austrii, Węgier i Polski” na sesji „Znaczenie i wartość kryminologicznego szkolenia funkcjonariuszy organów ścigania i wymiaru sprawiedliwości”. Na XII Kongresie ONZ w Salwadorze (4000 uczestników) w kwietniu 2010 r. występował jako członek oficjalnej delegacji rządowej, pełniąc funkcję jej wiceprzewodniczącego. Został tam wybrany do grona wiceprzewodniczących Kongresu. 
Profesor Emil W. Pływaczewski na specjalne honorowe zaproszenia, w ramach programu Erasmus Sokrates oraz w charakterze visiting profesor wykładał łącznie na 67 prestiżowych zagranicznych uniwersytetach w 23 krajach, (najczęściej w Niemczech: Berlin – Uniwersytet Humboldta, Bochum, Bonn, Regensburg, Oldenburg, Marburg, Bielefeld, Würzburg, Trewir, Kolonia, Drezno, Halle, Frankfurt nad Odrą, Freiburg, Monachium, Münster), Japonii (na Uniwersytetach w Tokio:  Dokkyo, Keio - trzykrotnie, Kokugakuin - dwukrotnie i Waseda, na Uniwersytecie Tokiwa w  Mito, Ryukoku w Kioto i wielokrotnie na Uniwersytecie Kansai w Osace), Szwajcarii (na Uniwersytetach: w Bernie – czterokrotnie, Bazylei, Fryburgu i Zurychu) i USA (City University of New York, Catholic University of America w Waszyngtonie, University of Tennessee w Chattanooga, Sam Huston State University w Huntsville, University of North Carolina w Wilmington, University of Cincinnati, Saint Louis University, University of Texas - Pan American w  Edinburgu, Northeastern University w  Bostonie, University of California – Irvine, University of California – Berkeley, Loyola University w Chicago,  Indiana University in Bloomington, Georgia State University w Atlancie oraz American University w Waszyngtonie). W listopadzie 2016 r., na zaproszenie Władz Dziekańskich Wydziału Prawa Uniwersytetu Yale w New Haven, przebywał jako visiting profesor, wygłaszając m.in. wykład specjalny dla pracowników i studentów tego wydziału. Wykładał ponadto  na uniwersytetach w Holandii, Austrii, Australii, Belgii, Brazylii, Czechach, Finlandii, Francji, Grecji, Chinach, Indiach, Korei Południowej, Nowej Zelandii, Korei Południowej, na Litwie, we Włoszech, Turcji, Kosowie, na Białorusi oraz w Ukrainie).
Prowadził także  wykłady w zagranicznych uczelniach resortowych w Niemczech, Grecji,  Indiach oraz USA, gdzie w 2011 r. był pierwszym profesorem z Europy zaproszonym na specjalny wykład dla członków  the International Association of Chiefs of Police (IACP)  - największego na świecie międzynarodowego stowarzyszenia zrzeszającego szefów struktur policyjnych w jego głównej siedzibie (Headquarters) w Aleksandrii pod Waszyngtonem.
Był inicjatorem i współorganizatorem wielu międzynarodowych konferencji i seminariów w Polsce. Współtworzył i rozwijał, wspólnie z Profesor Ewą Guzik-Makaruk sieć naukową, będącą płaszczyzną współpracy pomiędzy naukami prawnymi i medycznymi,  pod nazwą „Sieć badawcza – badania naukowe i prace rozwojowe na rzecz rozwiązywania prawnych i medycznych problemów zdrowia człowieka”, z udziałem Uniwersytetu w Cambridge, Uniwersytetu Medycznego w Białymstoku, Śląskiego Uniwersytetu Medycznego w Katowicach oraz Wydziału Prawa Uniwersytetu w Białymstoku. Jest również pomysłodawcą pionierskiego w skali krajowej i międzynarodowej wydarzenia naukowego jakim jest Ogólnopolskie Forum Młodych Kryminologów (OFMK), którego kolejne – mające charakter  międzynarodowy - edycje zostały zwieńczone obszernymi publikacjami z udziałem krajowych i zagranicznych jego uczestników. Trzecia i czwarta edycja OFMK (2020 i 2022)  zostały objęte honorowym patronatem Prezydenta Rzeczypospolitej Polskiej. OFMK znalazło już swoje stałe miejsce na liście najważniejszych  wydarzeń konferencyjnych na świecie rekomendowanych na łamach głównego biuletynu Amerykańskiego Stowarzyszenia Kryminologii (ASC).
Inicjował i współorganizował kilkadziesiat międzynarodowych konferencji i seminariów w Polsce, m.in. pierwszych w Europie Środkowej i wschodniej międzynarodowych konferencji nt. przestępczości zorganizowanej (Szczytno, 1991) i prania brudnych pieniędzy (Mikołajki, 1993) oraz pierwszego w Polsce międzynarodowego seminarium nt. przestępczości zorganizowanej (Supraśl, 1995).

## Publikacje
Szczególnego podkreślenia wymaga też Jego redakcja naukowa i współautorstwo opracowań monograficznych, w tym zwłaszcza szczególnie istotnych z punktu widzenia zwiększenia efektywności zwalczania i dowodzenia wyższych form przestępczości, a  zwłaszcza:
- „Przestępczość zorganizowana, świadek koronny, terroryzm – w ujęciu praktycznym, red. nauk i współautorstwo (Zakamycze 2005),
- „Przestępczość zorganizowana”, red. nauk i współautorstwo, (CH Beck 2011),
- „Proceder prania pieniędzy i jego implikacje”, red. nauk i współautorstwo, (Wolters Kluwer 2013),
- „Przestępczość w XXI wieku. Zapobieganie i zwalczanie. Problemy prawno- kryminologiczne” ,współredakcja nauk i współautorstwo, (Wolters Kluwer 2015),
- „Przestępczość w XXI wieku. Zapobieganie i zwalczanie. Problemy technologiczno-informatyczne” (współredakcja nauk i współautorstwo, (Wolters Kluwer 2015),
- oraz autorstwo monografii „Bezpieczeństwo obywateli – Prawa człowieka – Zrównoważony rozwój. Polskie kierunki interdyscyplinarnych badań kryminologicznych nad bezpieczeństwem obywateli oraz w zakresie przeciwdziałania wykluczeniu społecznemu” (Temida 2, 2017).

## Nagrody, wyróżnienia i odznaczenia
Międzynarodowe
- w 1995 roku był gościem honorowym na Kongresie Europejskiej Akademii Prawa w Trewirze;
- w roku 1996 wystąpił w składzie delegacji Europy na międzykontynentalnym Sympozjum nt. przestępczości zorganizowanej w Yokohamie;
- w 1996 roku uhonorowany prestiżowym zaproszeniem Hon’ble Mr. Justice V.R. Krishna Iyer Endowment Lectures Award przez Senat Uniwersytetu w Madras;
- w 1997 w San Diego otrzymał doroczną nagrodę Amerykańskiego Stowarzyszenia Kryminologii, największego stowarzyszenia kryminologicznego na świecie[50], dla wybitnego kryminologa spoza USA (The 1997 Distinguished International Scholar Award of the International Division American Society of Criminology);
- w 2001 roku został powołany do składu Komitetu Naukowego Międzynarodowej Konferencji nt. strategii Unii Europejskiej i USA w zwalczaniu transgranicznej przestępczości zorganizowanej w Gandawie;
- w 2001 roku  wybrany w wyniku konkursu na stanowisko konsultanta ONZ ds. przestępczości zorganizowanej w Azji Centralnej (w ramach działalności United Nations Centre for International Crime Prevention (OB/CICP);
- od 2003 pozostaje w składzie ekspertów Komisji Europejskiej w Brukseli;
- udział w charakterze referenta i kierującego sesją na Forum Pekińskim (Beijing Forum) w prestiżowym gronie kilkuset uczonych z całego świata reprezentujących 14 dyscyplin naukowych - w tym prawo (Beijing 2004);
- siedmiokrotnie nominowany do głównej nagrody Amerykańskiego Stowarzyszenia Kryminologii w zakresie kryminologii porównawczej - Thorsten Sellin & Sheldon and Eleonor Glueck Award;
- w 2009 nominowany, a w roku 2012 i 2018 renominowany przez członków Amerykańskiego Stowarzyszenia Kryminologii do najważniejszej na świecie nagrody w dziedzinie kryminologii – The Stockholm Prize in Criminology (zwanej „Noblem kryminologicznym” albo „nowym Noblem”);
- w 2010 roku na XII Kongresie Organizacji Narodów Zjednoczonych w sprawie Zapobiegania Przestępczości i Sprawiedliwości Karnej  (Salvador, Brazylia,12-19.04.2010) został wybrany do składu wiceprzewodniczących Kongresu;
- w latach 1994–2012 był stałym reprezentantem Polski w Międzynarodowej Komisji Egzaminacyjnej Środkowoeuropejskiej Akademii Policyjnej (MEPA) w Budapeszcie, w której prowadził również wykłady oraz pełnił funkcję mentora prac dyplomowych słuchaczy tej Akademii – funkcjonariuszy z ośmiu krajów specjalizujących się w zwalczaniu przestępczości zorganizowanej i terroryzmu;
- w 2016 rok został uhonorowany  „a special dedicated Volume 17”, przez czołową turecką serię wydawniczą [Comparative Criminal Law Current Series (Karsilastirmali Hukukta GIDA SUCLARI)] “in recognition of his  outstanding contribution to research and international cooperation”;
- w 2018 r. wybrany do składu jedenastoosobowej międzykontynentalnej Kapituły (the Jury) „kryminologicznego Nobla” – the Stockholm Prize in Criminology.

Krajowe
- Rozprawy doktorska i habilitacyjna zostały nagrodzone w konkursie Państwa i Prawa,
- Kilkadziesiąt nagród rektorów UMK, UW i UwB za osiągnięcia w pracy naukowo-badawczej i organizacyjnej,
- trzykrotnie nagroda Ministrów Nauki i Szkolnictwa Wyższego oraz Edukacji Narodowej i Sportu,
- Specjalna Nagroda Komendanta Głównego Policji za wspieranie tej formacji na arenie międzynarodowej (1999),
- Srebrny Krzyż Zasługi (1990),
- Złoty Krzyż Zasługi (1999),
- Brązowy Medal za Zasługi dla Policji (2004),
- Złoty Medal za Zasługi dla Policji (2008),
- wyróżnienie Dyrektora Biura Spraw Wewnętrznych Komendy Głównej Policji za wkład w budowę systemu prawnego sprzyjającego walce z korupcją (2008),
- Nagroda Ministra Spraw Wewnętrznych i Administracji za szczególne zasługi w budowie strategii bezpieczeństwa wewnętrznego (2008),
- Krzyż Kawalerski Orderu Odrodzenia Polski za wybitne zasługi w działalności na rzecz umacniania bezpieczeństwa publicznego oraz za osiągnięcia w pracy naukowo-dydaktycznej (2010)[51],
- „Pro Meritis Academian Administrationis Publicae Securitatis” (2010) – prof. zw. dr hab. E.W. Pływaczewski był pierwszym pracownikiem naukowym, który otrzymał to odznaczenie,
- tytuł Honorowego Ambasadora Kongresów Polskich, w uznaniu zasług w promowaniu Polski jako miejsca kongresów, przyznany przez Stowarzyszenie „Konferencje i Kongresy w Polsce” i Polską Organizację Turystyczną – pierwszy profesor z dziedziny prawa karnego i kryminologii, który otrzymał ten tytuł.
- Krzyż Oficerski Orderu Odrodzenia Polski (2015)[52],
- Medal Komisji Edukacji Narodowej (2016),
- Złoty Medal za Długoletnią Służbę (2017),
- Odznaka za Zasługi dla Związku Kombatantów Rzeczypospolitej Polskiej i byłych Więźniów Politycznych (2019),
- Kombatancka Gwiazda Pamięci „Polska Niepodległa 1918” (2019),
- Medal za Zasługi dla Bezpieczeństwa, przyznany decyzją Zarządu Stowarzyszenia Generałów  RP z dnia 5 września 2022 r. w dniu 6 października 2022 r.